# Chavaughn Walsh
Chavaughn Walsh, född 29 december 1987, är en antiguansk och barbudansk friidrottare. Han deltog vid olympiska sommarspelen 2016.